# Anna-Maja Kazarian
Anna-Maja Kazarian (7 januari 2000) is een Nederlands schaakster.
In 2015 werd haar door de FIDE de titel Fidemeester (FM) toegekend, en in 2017 de titel Woman International Master (WIM). 
Op 20 februari 2020 is Kazarian begonnen met haar eigen stream op Twitch. In mei 2020 bereikte ze de mijlpaal van 500 zogeheten 'subscribers', en ze heeft ruim 36.000 volgers. Ze streamt voornamelijk blitz- en bulletschaak, maar ook andere games komen langs.
Op 29 november 2020 won Kazarian het NK Internetschaak Vrouwen 2020. In de finale versloeg ze Machteld van Foreest met 5-2.
Sinds 11 oktober 2021 is Kazarian lid van de Alliance esports organisatie.

## Externe koppelingen
- (en)   Informatie over schaakpartijen van Anna-Maja Kazarian op ChessGames.com
- (en)   Informatie over schaakpartijen van Anna-Maja Kazarian op 365chess.com
- (en)  FIDE-ratinggegevens voor Anna-Maja Kazarian